# Hans Leutscher
Jacob Johannes (Hans) Leutscher (Amsterdam, 1952) is een Nederlands beeldhouwer en fotograaf, woonachtig in Zweden.

## Leven en werk
Hans Leutscher is een telg van de familie Leutscher. Hij werd opgeleid aan de Academie van Beeldende Kunsten en Technische Wetenschappen (1974-1979) in Rotterdam. Hij werkt vooral als steenbeeldhouwer, in hardsteen en Zweeds graniet, maar werkt ook met staal en brons. Hij ontving onder meer  de aanmoedigingsprijs van de gemeente Rotterdam (1980), een stipendium van de Rotterdamse Kunststichting (1980), en reisbeurzen van het ministerie van Cultuur, Recreatie en Maatschappelijk Werk (1983) en het ministerie van Welzijn, Volksgezondheid en Cultuur (1985). Dankzij de beide reisbeurzen kon hij enige tijd in Zweden werken, waar hij later naartoe verhuisde.
Zijn werk was te zien tijdens exposities in binnen- en buitenland, onder meer tijdens een internationaal beeldhouwerssymposium in Bulgarije (1983) en een beeldententoonstelling bij het kasteel van Rhoon (1985). In 1987 nam hij op uitnodiging van de gemeente Amersfoort deel aan een symposium in park Randenbroek, waarbij hij en de beeldhouwers Kees Buckens, Gerard van Rooy, Jerome Symons, Wim Tap, Jan Timmer, Tony van de Vorst en Mélanie de Vroom zes weken lang onder het toeziend oog van het publiek werkten. De geproduceerde werken werden door de gemeente aangekocht. Duo-exposities had hij onder meer met Marijke de Wit bij de Allersmaborg (1989) en met beeldhouwer Johan Wagenaar bij de APC Galerie (1995) in Keulen.

## Enkele werken
- 1987: zonder titel, Holkerweg, Amersfoort
- 1996: Drie Stenen, De Singel, Odijk. Het werk symboliseert de verbondenheid tussen de dorpen Bunnik, Odijk en Werkhoven.
- 2000: En wij volgen de gang van hun volharding (oorlogsmonument), Bergse Linker Rottekade, Terbregge (Rotterdam).

## Foto's

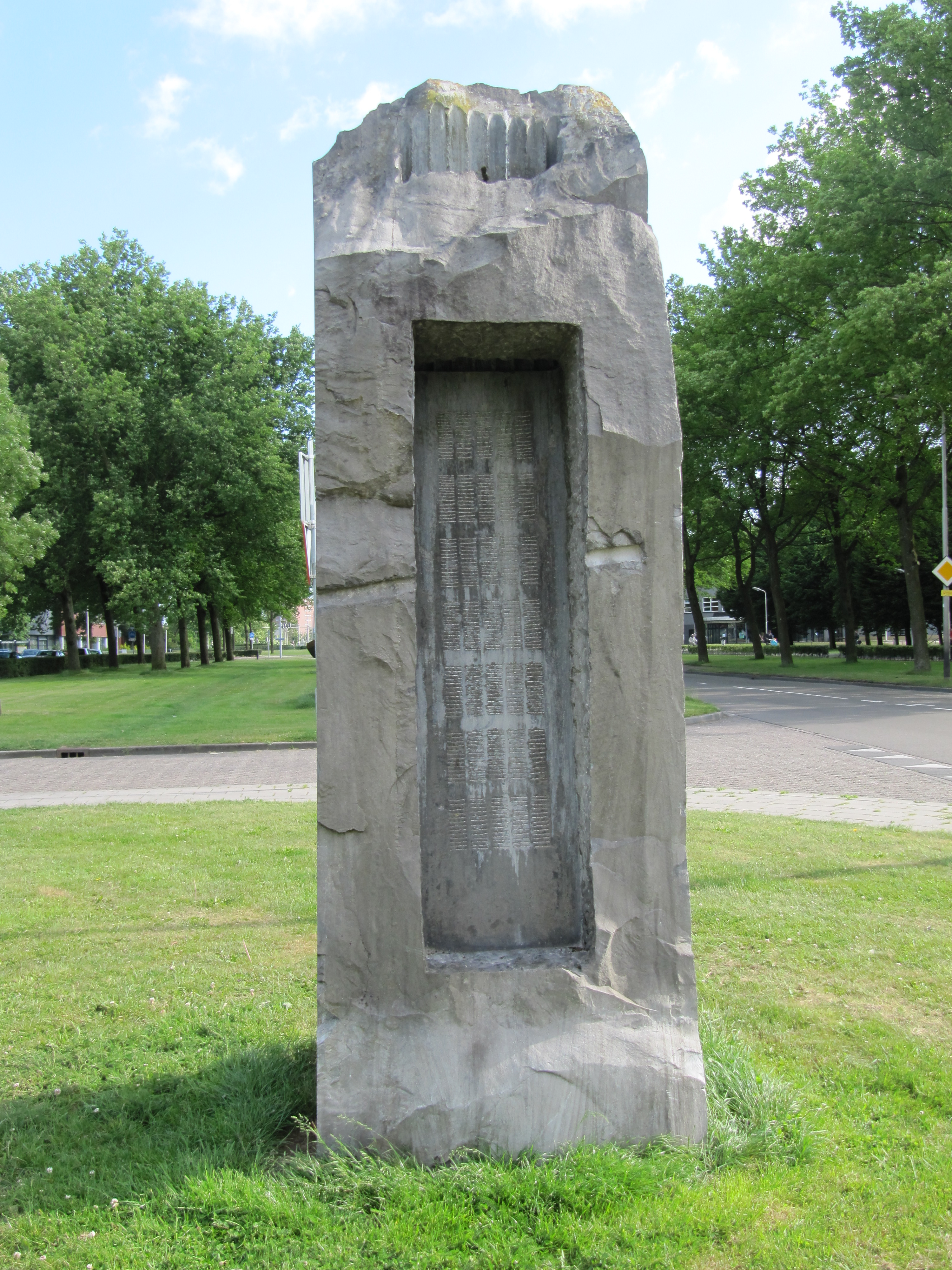
zonder titel (1987)
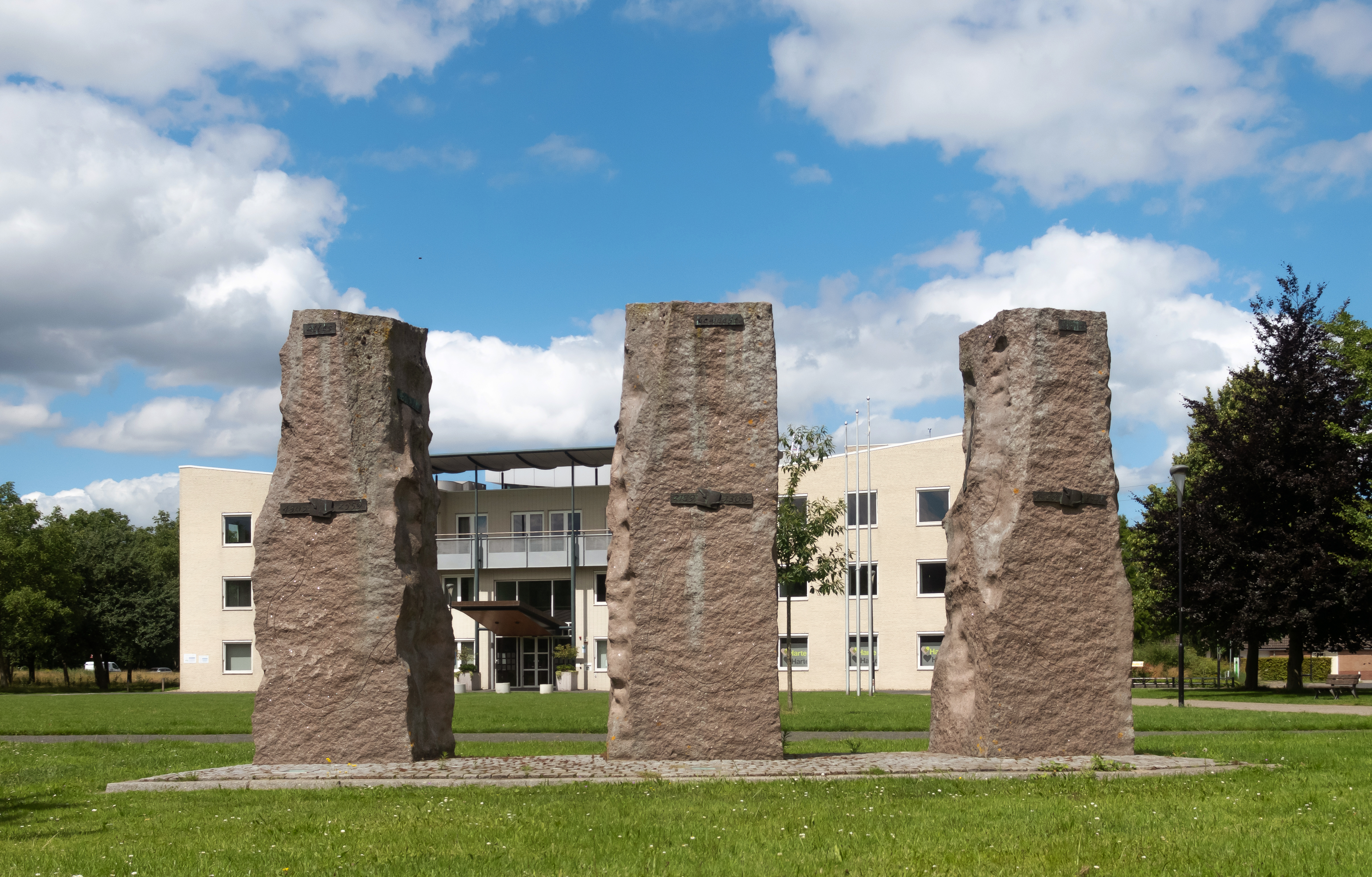
Drie Stenen (1996)
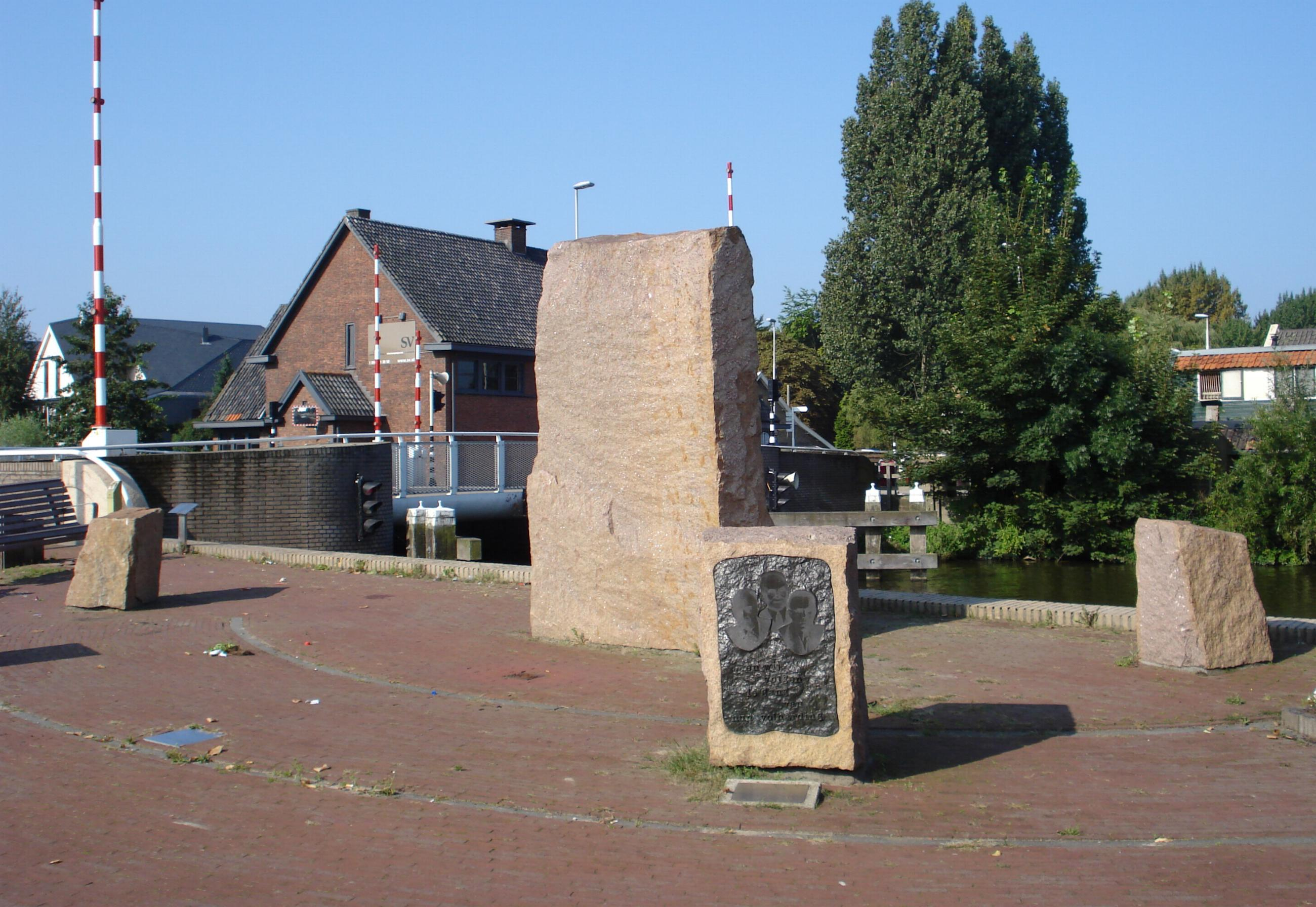
En wij volgen de gang van hun volharding (2000)